# Hylesia murex
Hylesia murex är en fjärilsart som beskrevs av Dyar 1913. Hylesia murex ingår i släktet Hylesia och familjen påfågelsspinnare. Inga underarter finns listade i Catalogue of Life.